# Kurfürstlay
Kurfürstlay bezeichnet eine Großlage im deutschen Weinbaugebiet Mosel. Im Bereich der Gemeinde Lieser umschließt sie die kleinste der ehem. Großlagen der Mosel, die Beerenlay.

## Einzellagen
Die Großlage Kurfürstlay zählt zum Bereich Bernkastel und besteht aus folgenden Einzellagen in den jeweiligen Gemeinden/Ortsteilen:
- Bernkastel: Johannisbrünnchen, Schloßberg, Stephanus-Rosengärtchen
- Kues: Rosenberg, Kardinalsberg, Weisenstein
- Andel: Schloßberg, Goldschatz
- Lieser: Schloßberg, Rosenlay, Niederberg-Helden
- Mülheim: Elisenberg, Sonnenlay, Helenenkloster, Amtgarten
- Veldenz: Elisenberg, Kirchberg, Mühlberg, Grafschafter Sonnenberg, Carlsberg
- Maring-Noviand: Honigberg, Klosterberg, Römerpfad, Lambertuslay, Sonnenuhr
- Burgen: Römerberg, Kirchberg, Hasenläufer
- Brauneberg: Mandelgraben, Klostergarten, Juffer, Juffer Sonnenuhr, Kammer
- Filzen: Mandelgraben, Klostergarten
- Osann: Paulinslay, Rosenberg
- Monzel: Kirchlay, Kätzchen
- Kesten: Paulinshofberger, Herrenberg, Paulinsberg
- Wintrich: Stefanslay, Großer Herrgott, Ohligsberg, Geierslay